# Da vicino nessuno è normale
Da vicino nessuno è normale è stato un programma televisivo italiano di genere talk show e varietà, andato in onda in prima serata su Rai 2 dal 20 maggio al 3 giugno 2024 con la conduzione di Alessandro Cattelan.

## Il programma
Prodotto da Rai-Direzione Intrattenimento Prime Time in collaborazione con Fremantle Italia, il programma si propone l'obiettivo di approfondire le piccole e grandi manie dell'essere umano secondo uno stile originale e divertente e tramite l'uso di diversi mezzi e meccanismi, tra cui il monologo comico, la candid camera, gli esperimenti sociali, i giochi con il pubblico e l'esibizione di grandi ospiti, il tutto in un clima di gioia contagiosa e coinvolgente e con l'accompagnamento della musica dal vivo da parte degli Street Clerks.

## Edizioni
| Edizioni | Anno | Conduzione          | Periodo        | Periodo       | Puntate | Ospiti fissi      | Ospiti fissi       | Ospiti fissi | Ospiti fissi | Regia             | Studio                         |
| Edizioni | Anno | Conduzione          | Inizio         | Fine          | Puntate | Ospiti fissi      | Ospiti fissi       | Ospiti fissi | Ospiti fissi | Regia             | Studio                         |
| -------- | ---- | ------------------- | -------------- | ------------- | ------- | ----------------- | ------------------ | ------------ | ------------ | ----------------- | ------------------------------ |
| 1ª       | 2024 | Alessandro Cattelan | 20 maggio 2024 | 3 giugno 2024 | 3       | Samuele Colajanni | Francesco Fanucchi | Giorgia Fumo | Matto Varini | Cristian Biondani | Teatro Franco Parenti (Milano) |

## Puntate e ascolti

### Prima edizione (primavera 2024)
La prima edizione è andata in onda dal 20 maggio al 3 giugno 2024 per tre puntate di lunedì.
| Puntata | Messa in onda  | Ascolti        | Ascolti | Ospiti |
| Puntata | Messa in onda  | Telespettatori | Share   | Ospiti |
| ------- | -------------- | -------------- | ------- | --- |
| 1       | 20 maggio 2024 | 912 000        | 5,50%   | The Kolors, Tananai, Federica Pellegrini, Antonio Cassano, Nicola Ventola, Lele Adani, Valerio Mastandrea                  |
| 2       | 27 maggio 2024 | 748 000        | 4,68%   | Fabio Caressa ed Eleonora Caressa, Elettra Lamborghini, Angelina Mango, Tommaso Paradiso, Cecilia Rodríguez, Ignazio Moser |
| 3       | 3 giugno 2024  | 709 000        | 4,40%   | Arisa, Diodato, Diletta Leotta, Paola & Chiara, Nicolò Zaniolo                                                             |
| Media   | Media          | 790 000        | 4,86%   | |

## Audience
| Edizione | Rete televisiva | Anno | Stagione  | Programmazione | Programmazione | Programmazione | Programmazione | Programmazione | Programmazione | Programmazione | Collocazione | Media auditel  | Media auditel | Premiere       | Premiere | Finale         | Finale |
| Edizione | Rete televisiva | Anno | Stagione  | L              | M              | M              | G              | V              | S              | D              | Collocazione | Telespettatori | Share         | Telespettatori | Share    | Telespettatori | Share  |
| -------- | --------------- | ---- | --------- | -------------- | -------------- | -------------- | -------------- | -------------- | -------------- | -------------- | ------------ | -------------- | ------------- | -------------- | -------- | -------------- | ------ |
| 1ª       | Rai 2           | 2024 | primavera |                |                |                |                |                |                |                | Prima serata | 790 000        | 4,86%         | 912 000        | 5,50%    | 709 000        | 4,40%  |